# Noche sin tregua
Noche sin tregua fue un programa de televisión español de tipo programa de medianoche y de carácter cómico, humorístico y con un pequeño toque cultural. Producido por Paramount Comedy y estrenado en 2004. La presentación corrió a cargo de Dani Mateo y tenía una duración aproximada de 56 minutos.
El programa comenzaba con un monólogo del presentador, seguido de dos entrevistas a invitados famosos o de actualidad. Contaba además con la colaboración de una serie de cómicos que intervenían después de cada entrevista.
El objetivo del programa, según sus propios creadores, era "conseguir respuestas espontáneas, y divertidas, rodeadas de un entorno de risas, aplausos, y cómplice."
Este programa duró desde abril de 2004 a junio de 2007, presentado por Dani Mateo y varios colaboradores humoristas surgidos en Paramount Comedy España.